# Elisa Blanchi
Elisa Blanchi est une gymnaste rythmique italienne née le 13 octobre 1987 à Velletri (Italie).

## Biographie
Elisa Blanchi remporte la médaille d'argent lors du concours par équipes des Jeux olympiques d'été de 2004 à Athènes avec Fabrizia D'Ottavio, Marinella Falca, Daniela Masseroni, Laura Vernizzi et Elisa Santoni.
Huit ans plus tard, elle est médaillée de bronze olympique du concours des ensembles à Londres, avec ses coéquipières Romina Laurito, Marta Pagnini, Andreea Stefanescu, Elisa Santoni et Anzhelika Savrayuk.